# Walt Simon
Walter J. "Walt" Simon (Delcambre, Luisiana, 1 de diciembre de 1939 - Louisville, Kentucky, 10 de octubre de 1997) fue un jugador de baloncesto estadounidense que disputó siete temporadas en la ABA y otras seis en la EPBL. Con 1,98 metros de estatura, jugaba en la posición de alero.

## Trayectoria deportiva

### Universidad
Jugó dos temporadas con los Tigers del Benedict College, de la División II de la NCAA, donde fue la estrella del equipo sus dos últimos años, en los que ganaron en 1961 el campeonato de la Southern Intercollegiate Athletic Conference, el mayor éxito de la historia de la universidad, siendo elegido esos dos años como el mejor jugador de la conferencia.
Es el único jugador de dicha institución en llegar a jugar en las grandes ligas profesionales estadounidenses.

### Profesional
Tras no ser elegido en el Draft de la NBA de 1961, fichó por los Allentown Jets de la EPBL, donde ganó tres campeonatos, en 1962, 1963 y 1965, y ese último año fue además elegido MVP de la competición.
En el verano de 1967 fichó por los New Jersey Americans de la ABA, equipo en el que despuntó en su segunda temporada, ya con la denominación de New York Nets, al promediar 21,1 puntos, 8,1 rebotes y 3,4 asistencias por partido, lo que le valió para ser elegido para disputar el 1969, en el que fue uno de los jugadores más destacados del equipo de la Conferencia Este, al anotar 18 puntos en 21 minutos.
En 1970 fue traspasado a los Kentucky Colonels a cambio de una futura elección en el draft. En su nuevo equipo se vio relegado al banquillo, actuando como suplente de Cincinnatus Powell. Pasó allí cuatro temporadas, para retirarse a los 34 años.

## Estadísticas de su carrera en la ABA

### Temporada regular
| Temporada | Edad | Equipo             | Liga | Pos. | P   | TIT | MIN  | TC  | TCA  | %TC  | 3P  | 3PA | %3P  | 2P  | 2PA  | %2P  | TL  | TLA | %TL  | R.OF. | R.DEF. | REB | ASIS | ROB | TAP | PER | FP  | PTS  |
| 1967-68   | 28   | N.Jersey Americans | ABA  | SF   | 78  |     | 32.3 | 5.6 | 12.2 | .453 | 0.0 | 0.2 | .067 | 5.5 | 12.1 | .460 | 2.2 | 3.4 | .635 |       |        | 6.7 | 2.7  |     |     | 2.2 | 3.5 | 13.3 |
| 1968-69 ★ | 29   | New York Nets      | ABA  | SF   | 68  |     | 40.4 | 8.4 | 19.1 | .440 | 0.1 | 0.4 | .222 | 8.3 | 18.7 | .444 | 4.3 | 6.1 | .695 | 2.7   | 5.5    | 8.1 | 3.4  |     |     | 2.7 | 4.3 | 21.1 |
| 1969-70   | 30   | New York Nets      | ABA  | SF   | 81  |     | 33.3 | 5.6 | 12.7 | .441 | 0.0 | 0.2 | .050 | 5.6 | 12.5 | .449 | 3.1 | 4.2 | .749 | 1.9   | 4.0    | 5.9 | 3.6  |     |     | 2.4 | 3.7 | 14.3 |
| 1970-71   | 31   | Kentucky Colonels  | ABA  | SF   | 84  |     | 16.8 | 3.3 | 6.9  | .474 | 0.0 | 0.1 | .091 | 3.3 | 6.8  | .481 | 1.2 | 1.9 | .641 | 1.2   | 2.5    | 3.8 | 1.9  |     |     | 1.5 | 3.0 | 7.7  |
| 1971-72   | 32   | Kentucky Colonels  | ABA  | SF   | 67  |     | 16.6 | 3.6 | 6.9  | .524 | 0.0 | 0.1 | .100 | 3.6 | 6.8  | .533 | 1.6 | 2.3 | .699 | 1.1   | 2.4    | 3.5 | 2.0  |     |     | 1.1 | 2.3 | 8.9  |
| 1972-73   | 33   | Kentucky Colonels  | ABA  | SF   | 83  |     | 29.0 | 5.2 | 10.8 | .482 | 0.0 | 0.2 | .176 | 5.2 | 10.6 | .488 | 1.7 | 2.3 | .749 | 1.5   | 3.3    | 4.8 | 4.0  |     |     | 1.9 | 3.3 | 12.2 |
| 1973-74   | 34   | Kentucky Colonels  | ABA  | SF   | 80  |     | 14.6 | 2.9 | 6.2  | .474 | 0.0 | 0.2 | .154 | 2.9 | 6.0  | .482 | 0.7 | 0.9 | .838 | 0.8   | 1.8    | 2.6 | 1.5  | 0.5 | 0.1 | 1.0 | 1.7 | 6.6  |
| Total     |      |                    | ABA  |      | 541 |     | 26.0 | 4.9 | 10.6 | .462 | 0.0 | 0.2 | .133 | 4.9 | 10.3 | .469 | 2.1 | 2.9 | .704 | 1.5   | 3.2    | 5.0 | 2.7  | 0.5 | 0.1 | 1.8 | 3.1 | 11.9 |

### Playoffs
| Temporada | Edad | Equipo            | Liga | Pos. | P  | TIT | MIN  | TC  | TCA  | %TC  | 3P  | 3PA | %3P  | 2P  | 2PA  | %2P  | TL  | TLA | %TL   | R.OF. | R.DEF. | REB | ASIS | ROB | TAP | PER | FP  | PTS  |
| 1969-70   | 30   | New York Nets     | ABA  | SF   | 7  |     | 31.7 | 5.6 | 11.1 | .500 | 0.0 | 0.9 | .000 | 5.6 | 10.3 | .542 | 3.3 | 4.0 | .821  |       |        | 7.6 | 3.0  |     |     |     |     | 14.4 |
| 1970-71   | 31   | Kentucky Colonels | ABA  | SF   | 19 |     | 20.3 | 3.7 | 8.2  | .452 | 0.0 | 0.3 | .000 | 3.7 | 7.8  | .470 | 1.8 | 2.6 | .694  | 1.8   | 3.3    | 5.1 | 2.7  |     |     | 1.4 | 3.5 | 9.2  |
| 1971-72   | 32   | Kentucky Colonels | ABA  | SF   | 6  |     | 16.5 | 2.7 | 6.5  | .410 | 0.0 | 0.0 |      | 2.7 | 6.5  | .410 | 1.2 | 1.3 | .875  |       |        | 2.0 | 0.5  |     |     | 0.3 | 3.5 | 6.5  |
| 1972-73   | 33   | Kentucky Colonels | ABA  | SF   | 19 |     | 33.6 | 4.8 | 10.9 | .444 | 0.0 | 0.2 | .000 | 4.8 | 10.7 | .453 | 1.4 | 1.6 | .871  | 1.0   | 3.9    | 4.9 | 4.2  |     |     | 2.0 | 3.5 | 11.1 |
| 1973-74   | 34   | Kentucky Colonels | ABA  | SF   | 8  |     | 11.3 | 1.8 | 4.4  | .400 | 0.0 | 0.3 | .000 | 1.8 | 4.1  | .424 | 0.3 | 0.3 | 1.000 | 0.4   | 0.8    | 1.1 | 0.9  | 0.5 | 0.4 | 0.6 | 2.1 | 3.8  |
| Total     |      |                   | ABA  |      | 59 |     | 24.3 | 3.9 | 8.7  | .449 | 0.0 | 0.3 | .000 | 3.9 | 8.4  | .466 | 1.6 | 2.0 | .788  | 1.2   | 3.1    | 4.5 | 2.7  | 0.5 | 0.4 | 1.4 | 2.9 | 9.4  |

## Fallecimiento
Simon, que tras dejar el baloncesto trabajó durante 22 años en KFC Corporation, donde llegó a ser presidente de franquiciados, falleció a los 56 años víctima de un cáncer.